# Isabella Piccini
Pour les articles homonymes, voir Piccini.
Isabella Piccini (née Elisabetta Piccini), est une artiste et religieuse italienne. Elle travaille dans les médiums de l'eau-forte et de l'illustration.

## Biographie
Isabella Piccini naît à Venise en 1644 ou en 1664. Son père est l'aquafortiste et graveur Giacomo Piccini (de). Il forme sa fille à la gravure à l'eau-forte et à l'illustration dans le style des grands maîtres tels que Pierre Paul Rubens et Titien. Elle devient religieuse franciscaine en 1666, rejoignant le couvent de Santa Croce. Dès son entrée, elle change son nom en Sœur Isabella.
D'éminents italiens lui commandent des œuvres, notamment des portraits et des œuvres d'art religieux. Giovanni Antonio Remondini distribue ses estampes dans toute l'Europe. Tous les revenus qu'elle gagne sont répartis entre son couvent et sa famille.
Elle meurt dans sa ville natale le 29 avril 1732 ou 1734.

## Conservation
- Title Page Dittionario Italiano, e Francese Del Signor Veneroni, 1644–1734, Metropolitan Museum of Art[6]

## Galerie

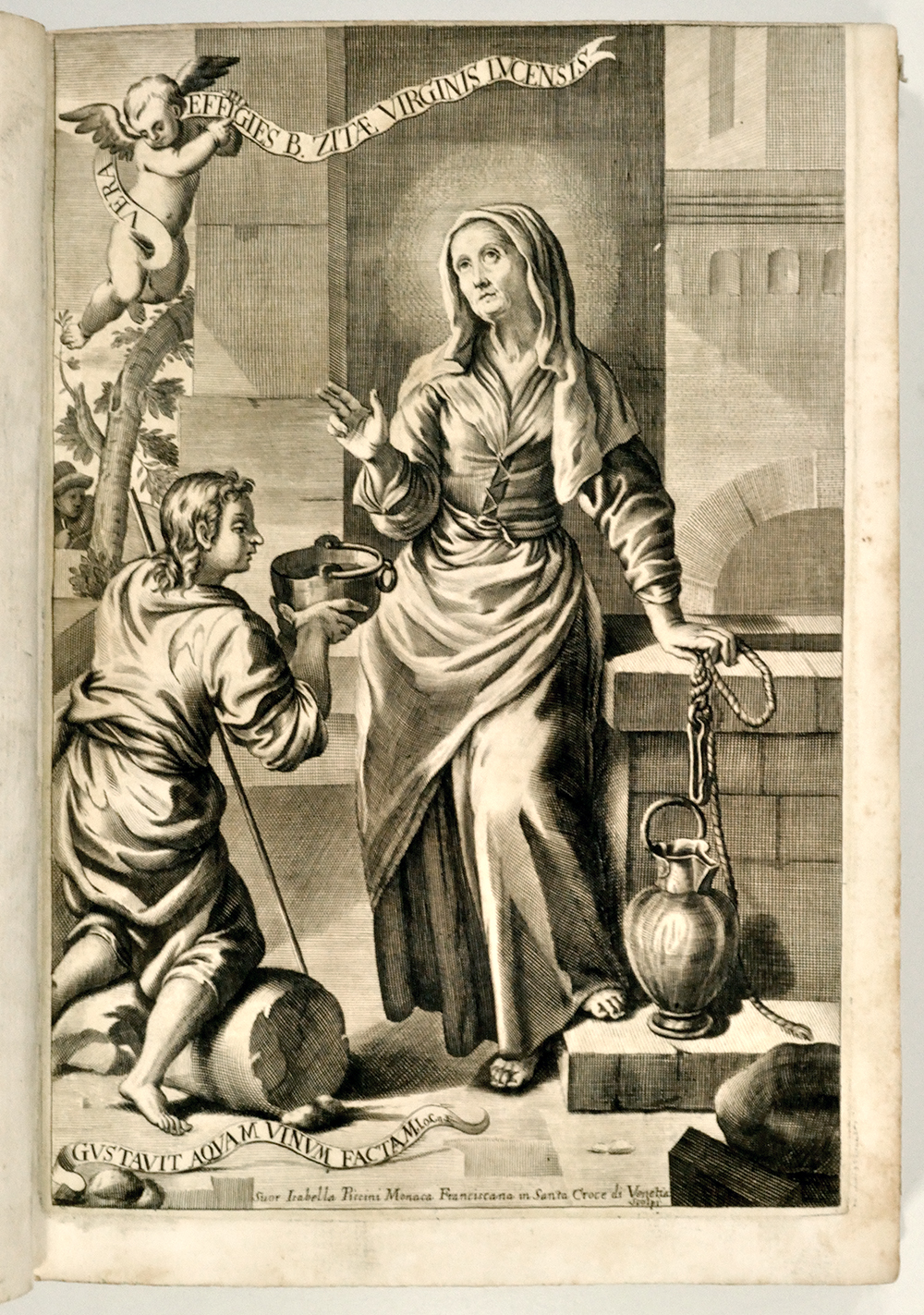
Vita beatae Zitae virginis Lucensis, ex vetustissimo codice ms fidelitèr transumpta.Ferrara : Typographia Filoniana, 1688
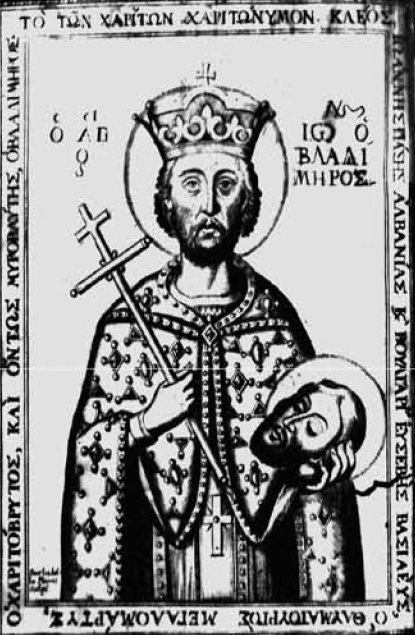
Gravure de Saint Jovan Vladimir, 1690
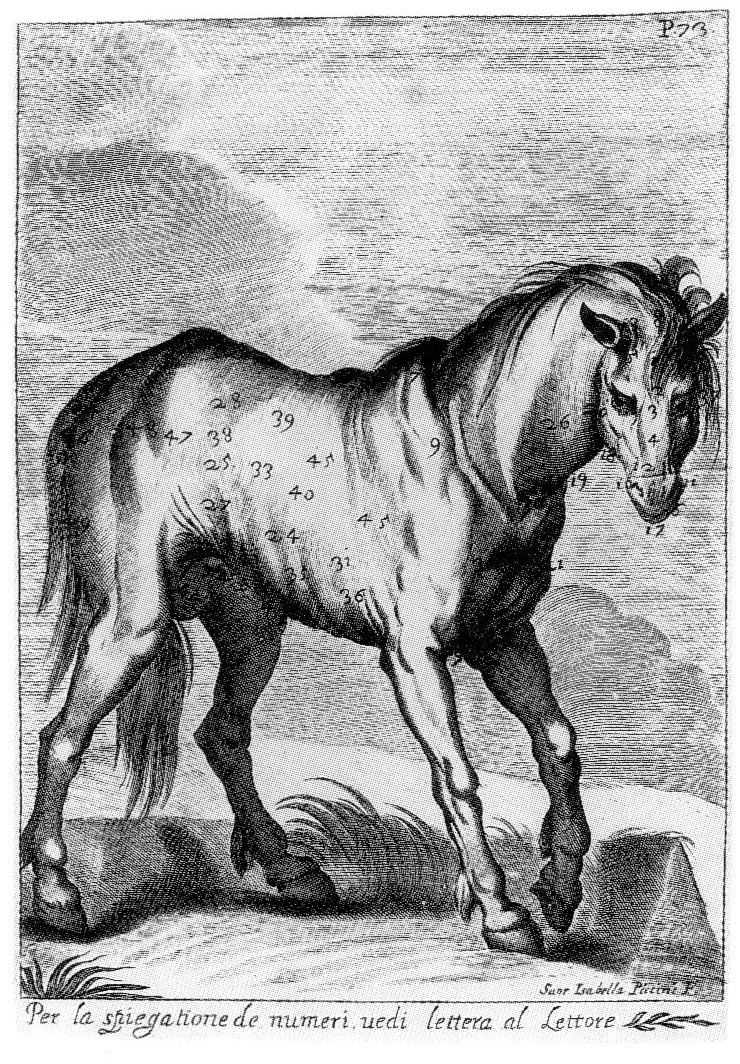
Cavallo imperfetto del Polesine, 1692
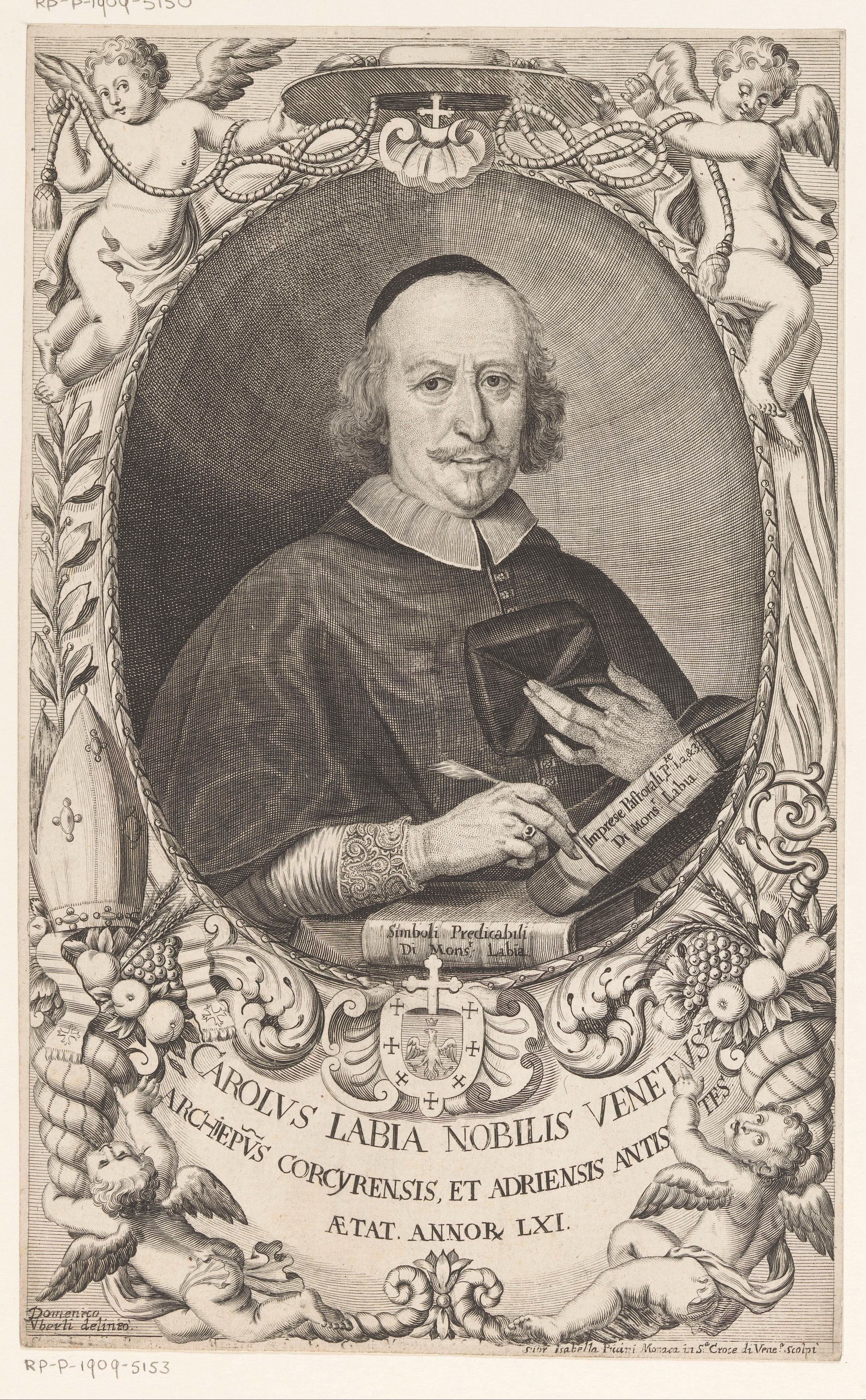
Symboles prédictibles : estratti da sacri evangeli che corrono nella quadragesima : delineati con morali, & eruditi discorsi, 1692
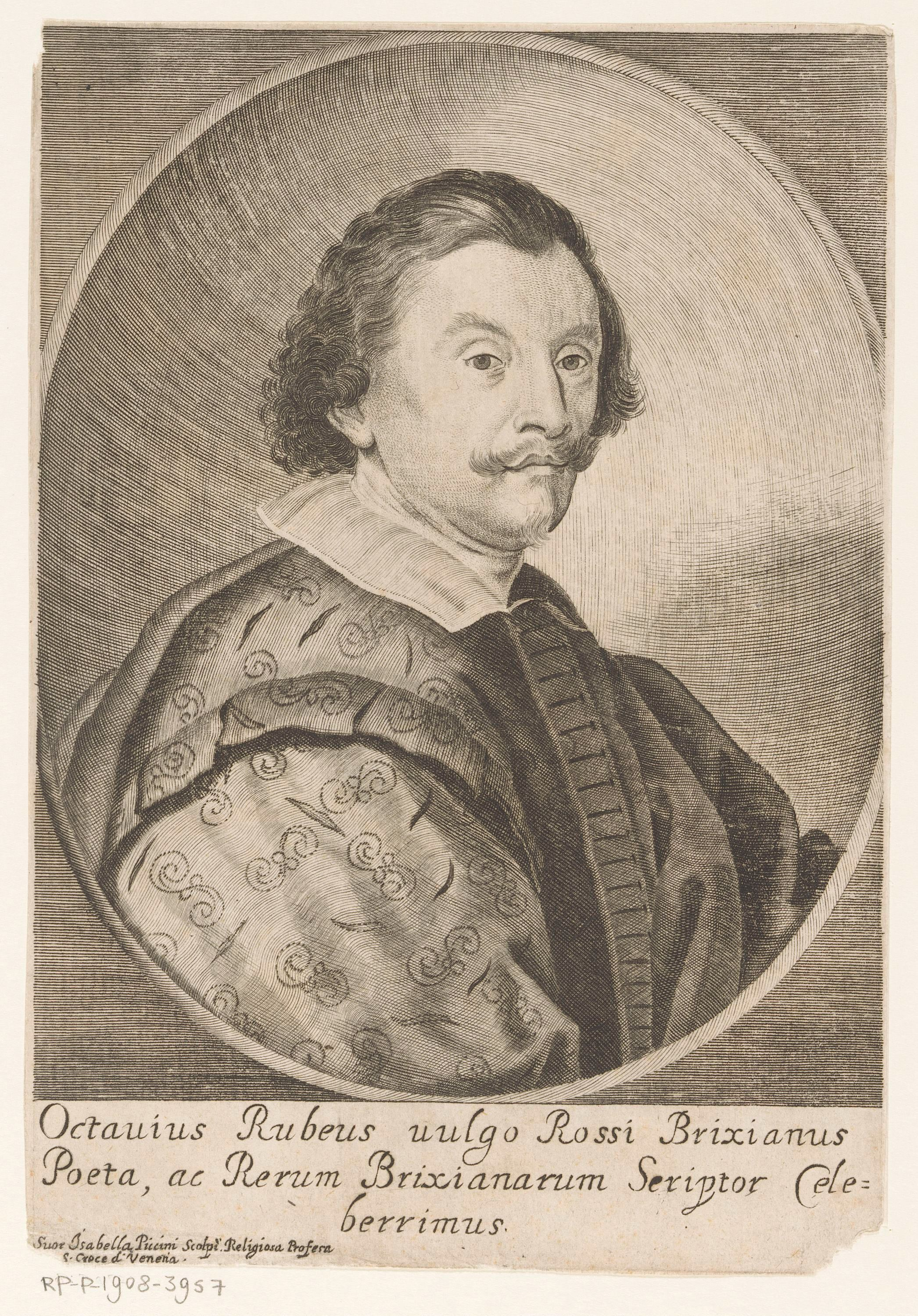
Portrait du poète Ottavio Rossi